# Ruslands Grand Prix 2014
Ruslands Grand Prix 2014 (officielle navn: 2014 Formula 1 Russian Grand Prix) er var Formel 1-løb som blev arrangeret 12. oktober 2014 på Sochi Autodrom i Rusland. Det var den sekstende runde af Formel 1-sæsonen 2014, og første gang der blev kørt et Formel 1-løb i Rusland. Løbet blev vundet af Lewis Hamilton i Mercedes, med hans teamkollega Nico Rosberg på andenplads, mens Williams' Valtteri Bottas tog tredjepladsen. Med denne dobbeltsejr sikrede Mercedes sig også førstepladsen i årets konstruktørmesterskab.

## Resultater

### Kvalifikation
| Pos.               | Nr. | Kører             | Konstruktør          | Del 1    | Del 2    | Del 3    | Grid |
| ------------------ | --- | ----------------- | -------------------- | -------- | -------- | -------- | ---- |
| 1                  | 44  | Lewis Hamilton    | Mercedes             | 1.38,759 | 1.38,338 | 1.38,513 | 1    |
| 2                  | 6   | Nico Rosberg      | Mercedes             | 1.39,076 | 1.38,606 | 1.38,713 | 2    |
| 3                  | 77  | Valtteri Bottas   | Williams-Mercedes    | 1.39,125 | 1.38,971 | 1.38,920 | 3    |
| 4                  | 22  | Jenson Button     | McLaren-Mercedes     | 1.39,560 | 1.39,381 | 1.39,121 | 4    |
| 5                  | 26  | Daniil Kvjat      | Toro Rosso-Renault   | 1.40,074 | 1.39,296 | 1.39,277 | 5    |
| 6                  | 20  | Kevin Magnussen1  | McLaren-Mercedes     | 1.39,735 | 1.39,022 | 1.39,629 | 111  |
| 7                  | 3   | Daniel Ricciardo  | Red Bull-Renault     | 1.40,519 | 1.39,666 | 1.39,635 | 6    |
| 8                  | 14  | Fernando Alonso   | Ferrari              | 1.40,255 | 1.39,786 | 1.39,709 | 7    |
| 9                  | 7   | Kimi Räikkönen    | Ferrari              | 1.40,098 | 1.39,838 | 1.39,771 | 8    |
| 10                 | 25  | Jean-Éric Vergne  | Toro Rosso-Renault   | 1.40,354 | 1.39,929 | 1.40,020 | 9    |
| 11                 | 1   | Sebastian Vettel  | Red Bull-Renault     | 1.40,382 | 1.40,052 |          | 10   |
| 12                 | 27  | Nico Hülkenberg1  | Force India-Mercedes | 1.40,273 | 1.40,058 |          | 171  |
| 13                 | 11  | Sergio Pérez      | Force India-Mercedes | 1.40,723 | 1.40,163 |          | 12   |
| 14                 | 21  | Esteban Gutiérrez | Sauber-Ferrari       | 1.41,159 | 1.40,536 |          | 13   |
| 15                 | 99  | Adrian Sutil      | Sauber-Ferrari       | 1.40,766 | 1.40,984 |          | 14   |
| 16                 | 8   | Romain Grosjean   | Lotus-Renault        | 1.42,526 | 1.41,397 |          | 15   |
| 17                 | 9   | Marcus Ericsson   | Caterham-Renault     | 1.42,648 |          |          | 16   |
| 18                 | 19  | Felipe Massa      | Williams-Mercedes    | 1.43,064 |          |          | 18   |
| 19                 | 10  | Kamui Kobayashi   | Caterham-Renault     | 1.43,166 |          |          | 19   |
| 20                 | 13  | Pastor Maldonado2 | Lotus-Renault        | 1.43,205 |          |          | 212  |
| 21                 | 4   | Max Chilton1      | Marussia-Ferrari     | 1.43,649 |          |          | 201  |
| 107%-tid: 1.45,672 |     |                   |                      |          |          |          |      |
| Kilde:             |     |                   |                      |          |          |          |      |

### Løbet
| Pos.   | Nr. | Kører             | Konstruktør          | Omgange | Tid/Udgået  | Startpos. | Point |
| ------ | --- | ----------------- | -------------------- | ------- | ----------- | --------- | ----- |
| 1      | 44  | Lewis Hamilton    | Mercedes             | 53      | 1.31.50,744 | 1         | 25    |
| 2      | 6   | Nico Rosberg      | Mercedes             | 53      | +13,657     | 2         | 18    |
| 3      | 77  | Valtteri Bottas   | Williams-Mercedes    | 53      | +17,425     | 3         | 15    |
| 4      | 22  | Jenson Button     | McLaren-Mercedes     | 53      | +30,234     | 4         | 12    |
| 5      | 20  | Kevin Magnussen1  | McLaren-Mercedes     | 53      | +53,616     | 111       | 10    |
| 6      | 14  | Fernando Alonso   | Ferrari              | 53      | +1.00,016   | 7         | 8     |
| 7      | 3   | Daniel Ricciardo  | Red Bull-Renault     | 53      | +1.01,812   | 6         | 6     |
| 8      | 1   | Sebastian Vettel  | Red Bull-Renault     | 53      | +1.06,185   | 10        | 4     |
| 9      | 7   | Kimi Räikkönen    | Ferrari              | 53      | +1.18,877   | 8         | 2     |
| 10     | 11  | Sergio Pérez      | Force India-Mercedes | 53      | +1.20,067   | 12        | 1     |
| 11     | 19  | Felipe Massa      | Williams-Mercedes    | 53      | +1.20,877   | 18        |       |
| 12     | 27  | Nico Hülkenberg1  | Force India-Mercedes | 53      | +1.21,309   | 171       |       |
| 13     | 25  | Jean-Éric Vergne  | Toro Rosso-Renault   | 53      | +1.37,295   | 9         |       |
| 14     | 26  | Daniil Kvjat      | Toro Rosso-Renault   | 52      | +1 omgang   | 5         |       |
| 15     | 21  | Esteban Gutiérrez | Sauber-Ferrari       | 52      | +1 omgang   | 13        |       |
| 16     | 99  | Adrian Sutil      | Sauber-Ferrari       | 52      | +1 omgang   | 14        |       |
| 17     | 8   | Romain Grosjean   | Lotus-Renault        | 52      | +1 omgang   | 15        |       |
| 18     | 13  | Pastor Maldonado2 | Lotus-Renault        | 52      | +1 omgang   | 212       |       |
| 19     | 9   | Marcus Ericsson   | Caterham-Renault     | 51      | +2 omgange  | 16        |       |
| Ret    | 10  | Kamui Kobayashi   | Caterham-Renault     | 21      | Bremser     | 19        |       |
| Ret    | 4   | Max Chilton1      | Marussia-Ferrari     | 9       | Hjulophæng  | 201       |       |
| Kilde: |     |                   |                      |         |             |           |       |

Noter til tabellerne:
- 1:  - Kevin Magnussen[4], Nico Hülkenberg[5] og Max Chilton fik alle gridstraffe på fem placeringer hver for at have foretaget ikke-planlagte udskiftninger af gearkasser før løbet.[2]
- 2:  - Pastor Maldonado blev flyttet fem placeringer ned på griden for at fuldføre gridstraffen på ti placeringer, som han fik for at have overskredet sin kvote på fem motorkomponenter for sæsonen før Japans GP.[2]

## Stillingen i mesterskaberne efter løbet
| Nr. | +/- | Kører             | Point |
| --- | --- | ----------------- | ----- |
| 1   |     | Lewis Hamilton    | 291   |
| 2   |     | Nico Rosberg      | 274   |
| 3   |     | Daniel Ricciardo  | 199   |
| 4   | 2   | Valtteri Bottas   | 145   |
| 5   | 1   | Sebastian Vettel  | 143   |
| 6   | 1   | Fernando Alonso   | 141   |
| 7   |     | Jenson Button     | 94    |
| 8   |     | Nico Hülkenberg   | 76    |
| 9   |     | Felipe Massa      | 71    |
| 10  | 2   | Kevin Magnussen   | 49    |
| 11  | 1   | Sergio Pérez      | 47    |
| 12  | 1   | Kimi Räikkönen    | 47    |
| 13  |     | Jean-Éric Vergne  | 21    |
| 14  |     | Romain Grosjean   | 8     |
| 15  |     | Daniil Kvjat      | 8     |
| 16  |     | Jules Bianchi     | 2     |
| 17  |     | Adrian Sutil      | 0     |
| 18  |     | Marcus Ericsson   | 0     |
| 19  |     | Pastor Maldonado  | 0     |
| 20  |     | Esteban Gutiérrez | 0     |
| 21  |     | Max Chilton       | 0     |
| 22  |     | Kamui Kobayashi   | 0     |
| NC  | -   | André Lotterer    | 0     |

| Nr. | +/- | Konstruktør          | Point |
| --- | --- | -------------------- | ----- |
| 1   |     | Mercedes             | 565   |
| 2   |     | Red Bull-Renault     | 342   |
| 3   |     | Williams-Mercedes    | 216   |
| 4   |     | Ferrari              | 188   |
| 5   | 1   | McLaren-Mercedes     | 143   |
| 6   | 1   | Force India-Mercedes | 123   |
| 7   |     | Toro Rosso-Renault   | 29    |
| 8   |     | Lotus-Renault        | 8     |
| 9   |     | Marussia-Ferrari     | 2     |
| 10  |     | Sauber-Ferrari       | 0     |
| 11  |     | Caterham-Renault     | 0     |